# Jovibarba
Jovibarba é um género botânico pertencente à família Crassulaceae.
No sistema de classificação filogenética Angiosperm Phylogeny Website, este género é sinónimo de Sempervivum.
1. ↑  «Jovibarba — World Flora Online». www.worldfloraonline.org. Consultado em 19 de agosto de 2020